# Halyna Hutchins
Halyna Androsovych Hutchins (Horodets, Óblast de Zhytómyr, República Socialista Soviética de Ucrania, 10 de abril de 1979 - Albuquerque, Nuevo México, Estados Unidos, 21 de octubre de 2021)más conocida como Halyna Hutchins, fue una directora de fotografía ucraniana-estadounidense acreditada en el trabajo de más de treinta películas, cortometrajes y miniseries de televisión, incluidas las películas Archenemy, Darlin' y Blindfire.

## Biografía
Creció en una base militar en el Ártico y estudió periodismo en la Universidad de Kiev. En Kiev conoció a su futuro marido, Matthew Hutchins, un estadounidense, con quien tuvo un hijo. Tras vivir en Reino Unido, donde trabajó en documentales, se mudaron a Los Ángeles y estudió en el conservatorio del American Film Institute entre 2013 y 2015. Allí, uno de sus mentores fue el director de fotografía Stephen Lighthill. Su proyecto de tesis, Hidden, se exhibió en el festival de cine Camerimage.

### Obra
Los cortometrajes y los cortos de los largometrajes en los que trabajó como cinefotógrafa pueden verse en su página web oficial.

### Fallecimiento
El 21 de octubre de 2021, Hutchins estaba trabajando en Santa Fe, Nuevo México, como directora de fotografía en el set del wéstern Rust, cuando el actor Alec Baldwin, mientras ensayaba una escena en la que el arma apuntaba directamente a la cámara, disparó accidentalmente un arma de fuego de utilería cargada con munición real, hiriéndola gravemente. El director Joel Souza, quien se encontraba detrás de ella, también resultó herido. Hutchins murió a causa de las lesiones provocadas por el arma de fuego mientras era trasladada por aire a un hospital en Albuquerque. Tenía 42 años.